# Cartwright, New South Wales
Cartwright este o suburbie în Sydney, Australia.